# Mistrzostwa Europy w Lekkoatletyce 2022 – trójskok mężczyzn
Trójskok mężczyzn – jedna z konkurencji technicznych rozgrywanych podczas lekkoatletycznych mistrzostw Europy na Stadionie Olimpijskim w Monachium.

## Terminarz
Źródło: european-athletics.com.
| Data        | Godzina |              |
| ----------- | ------- | ------------ |
| 15 sierpnia | 20:05   | Kwalifikacje |
| 17 sierpnia | 20:15   | Finał        |

## Rekordy
Tabela prezentuje rekord świata, rekord Europy, rekord mistrzostw Europy oraz najlepsze wyniki na listach światowych i eruopejskich w sezonie 2022 przed rozpoczęciem mistrzostw. Źródło: european-athletics.com, worldathletics.org.
|                          | Zawodnik         | Wynik | Miejsce   | Data                  |
| ------------------------ | ---------------- | ----- | --------- | --------------------- |
| Rekord świata            | Jonathan Edwards | 18,29 | Göteborg  | 7 sierpnia 1995(dts)  |
| Rekord Europy            | Jonathan Edwards | 18,29 | Göteborg  | 7 sierpnia 1995(dts)  |
| Rekord mistrzostw Europy | Jonathan Edwards | 17,99 | Budapeszt | 23 sierpnia 1998(dts) |
| Listy światowe           | Pedro Pichardo   | 17,95 | Eugene    | 23 lipca 2022(dts)    |
| Listy europejskie        | Pedro Pichardo   | 17,95 | Eugene    | 23 lipca 2022(dts)    |

## Rezultaty

### Kwalifikacje
Awans: 16,95 m (Q) lub 12 najlepszych rezultatów (q). Źródło: european-athletics.com.
| Poz. | Grupa | Zawodnik              | Reprezentacja   | Próby | Próby | Próby | Wynik | Uwagi |
| Poz. | Grupa | Zawodnik              | Reprezentacja   | 1     | 2     | 3     | Wynik | Uwagi |
| ---- | ----- | --------------------- | --------------- | ----- | ----- | ----- | ----- | ----- |
| 1.   | A     | Pedro Pichardo        | Portugalia      | 16,89 | 17,36 |       | 17,36 | Q     |
| 2.   | B     | Emmanuel Ihemeje      | Włochy          | 17,20 |       |       | 17,20 | Q,    |
| 3.   | A     | Jean-Marc Pontvianne  | Francja         | x     | 16,96 |       | 16,96 | Q     |
| 4.   | B     | Andrea Dallavalle     | Włochy          | 16,83 | –     | –     | 16,83 | q     |
| 5.   | B     | Marcos Ruiz           | Hiszpania       | 15,91 | x     | 16,76 | 16,76 | q     |
| 6.   | B     | Enzo Hodebar          | Francja         | 16,70 | x     | –     | 16,70 | q     |
| 7.   | A     | Tobia Bocchi          | Włochy          | 15,99 | 16,55 | r     | 16,55 | q     |
| 8.   | A     | Ben Williams          | Wielka Brytania | 15,56 | 16,47 | x     | 16,47 | q     |
| 9.   | A     | Răzvan Cristian Grecu | Rumunia         | x     | x     | 16,44 | 16,44 | q     |
| 10.  | B     | Tiago Pereira         | Portugalia      | x     | 16,36 | x     | 16,36 | q     |
| 11.  | A     | Pablo Torrijos        | Hiszpania       | 16,09 | 16,12 | r     | 16,12 | q     |
| 12.  | B     | Jesper Hellström      | Szwecja         | 15,66 | 16,07 | 16,06 | 16,07 | q     |
| 13.  | B     | Georgi Naczew         | Bułgaria        | x     | 15,84 | 16,04 | 16,04 |       |
| 14.  | A     | Lewon Aghasjan        | Armenia         | x     | 16,03 | 15,65 | 16,03 |       |
| 15.  | B     | Dimitris Tsiamis      | Grecja          | 15,42 | 15,97 | 15,99 | 15,99 |       |
| 16.  | B     | Adrian Świderski      | Polska          | x     | 15,72 | 15,97 | 15,97 |       |
| 17.  | A     | Simo Lipsanen         | Finlandia       | 15,79 | x     | 15,93 | 15,93 |       |
| 18.  | B     | Andreas Pantazis      | Grecja          | 15,72 | 15,86 | 15,86 | 15,86 |       |
| 19.  | A     | Nikolaos Andrikopulos | Grecja          | x     | 15,19 | 15,39 | 15,39 |       |
| 20.  | A     | Benjamin Compaoré     | Francja         | x     | x     | 15,17 | 15,17 |       |
| –    | A     | Nazim Babayev         | Azerbejdżan     | x     | r     |       | NM    |       |
| –    | B     | Alexis Copello        | Azerbejdżan     | x     | x     | x     | NM    |       |
| –    | B     | Necati Er             | Turcja          | x     | –     | r     | NM    |       |
| –    | A     | Tibor Galambos        | Węgry           | x     | x     | x     | NM    |       |

### Finał
Źródło: european-athletics.com
| Pozycja | Zawodnik              | Państwo         | Runda | Runda | Runda | Runda | Runda | Runda | Wynik | Uwagi |
| Pozycja | Zawodnik              | Państwo         | 1     | 2     | 3     | 4     | 5     | 6     | Wynik | Uwagi |
| ------- | --------------------- | --------------- | ----- | ----- | ----- | ----- | ----- | ----- | ----- | ----- |
| 01 !    | Pedro Pichardo        | Portugalia      | 17,05 | 17,50 | x     | –     | –     | x     | 17,50 |       |
| 02 !    | Andrea Dallavalle     | Włochy          | x     | x     | 16,81 | x     | 17,04 | x     | 17,04 |       |
| 03 !    | Jean-Marc Pontvianne  | Francja         | x     | x     | 16,94 | x     | x     | x     | 16,94 |       |
| 4.      | Tobia Bocchi          | Włochy          | 16,34 | 16,70 | x     | x     | 16,79 | 16,37 | 16,79 |       |
| 5.      | Marcos Ruiz           | Hiszpania       | x     | 16,78 | 16,48 | x     | x     | 16,77 | 16,78 |       |
| 6.      | Ben Williams          | Wielka Brytania | 16,66 | x     | x     | 16,47 | x     | 16,53 | 16,66 |       |
| 7.      | Enzo Hodebar          | Francja         | 16,62 | 16,61 | x     | x     | 15,24 | x     | 16,62 |       |
| 8.      | Tiago Pereira         | Portugalia      | x     | 16,56 | 16,59 | 16,60 | x     | x     | 16,60 |       |
| 9.      | Emmanuel Ihemeje      | Włochy          | x     | 16,55 | 16,30 | NQ    | NQ    | NQ    | 16,55 |       |
| 10.     | Jesper Hellström      | Szwecja         | 16,02 | 14,90 | 16,23 | NQ    | NQ    | NQ    | 16,23 | SB    |
| –       | Răzvan Cristian Grecu | Rumunia         | x     | r     |       | NQ    | NQ    | NQ    | NM    |       |
| –       | Pablo Torrijos        | Hiszpania       | x     | x     | x     | NQ    | NQ    | NQ    | NM    |       |